# (6407) 1992 PF2
(6407) 1992 PF2 (1992 PF2, 1976 YM3, 1982 SU10) — астероїд головного поясу, відкритий 2 серпня 1992 року.
Тіссеранів параметр щодо Юпітера — 3,596.